# Annales de Thoutmôsis III

Les Annales de Thoutmôsis III sont composées de nombreuses inscriptions d'anciens documents militaires égyptiens recueillis lors des campagnes des armées de Thoutmôsis III en Syro-Palestine dans les années de règne 22 à 42. Ces enregistrements se trouvent sur les murs intérieurs de la chambre abritant le « saint des saints » du grand temple d'Amon à Karnak. Mesurant seulement vingt-cinq mètres de long et douze mètres de large, l'espace contenant ces inscriptions présente les récits les plus vastes et les plus détaillés concernant les exploits militaires de tous les rois égyptiens.
L'inscription la plus détaillée du mur de Karnak décrit la première campagne, en l'an 23, de Thoutmôsis III, qui fut la bataille de Megiddo. Avant sa mort, Thoutmôsis III participera à dix-sept campagnes au total. Les autres inscriptions de campagne de Thoutmôsis III ne contiennent que de brèves informations et l'on peut clairement voir une différence dans leurs styles descriptifs. Alors que la campagne de Megiddo se concentre sur les détails, les autres inscriptions de campagne semblent se focaliser sur les prix de la guerre.
Si les Annales de Thoutmôsis III nous aident à reconstituer le passé de l'Égypte antiquee, Anthony Spalinger a raison d'examiner les aspects littéraires des inscriptions ainsi que les aspects historiques. Par exemple, à mesure que les années du règne de Thoutmôsis III progressent, Spalinger décrit les inscriptions moins descriptives, semblables à des listes, comme une société de plus en plus organisée. En utilisant cette approche moins historique, il décrit comment un flux constant de butin de guerre et de denrées alimentaires a très probablement joué un rôle dans les segments apparemment manquants. Ces inscriptions ne pouvaient pas être vues par le grand public en raison de leur emplacement dans le temple d'Amon à Karnak.